# Coryssocnemis viridescens
Coryssocnemis viridescens là một loài nhện trong họ Pholcidae. Loài này komt voor van El Salvador đến Costa Rica.